# 石田幸男
石田 幸男（いしだ ゆきお、1948年 - 2023年3月10日 ）は、日本の機械工学者。名古屋大学名誉教授。元日本機械学会機械力学・計測制御部門長。

## 人物・経歴
1970年名古屋大学工学部機械学科卒業。1972年名古屋大学大学院工学研究科機械工学専攻修士課程修了。1975年名古屋大学大学院工学研究科機械理工学専攻博士課程修了、工学博士、名古屋大学教養部助手。
1976年名古屋大学教養部講師。1978年名古屋大学工学部講師。1982年名古屋大学工学部助教授。1994年名古屋大学工学部教授。1997年名古屋大学大学院工学研究科教授。2005年日本機械学会機械力学・計測制御部門部門長、日本設計工学会東海支部長。2006年名古屋大学総長補佐（財務担当）。2007年名古屋大学留学生センター長、名古屋大学教育研究評議会評議員。2010年日本機械学会東海支部長。2012年名古屋大学名誉教授、名古屋大学特任教授。

## 著書
- 『メカトロニクスの電気学入門』オーム社 1987年
- 『回転機械の力学』コロナ社 2001年
- "Linear and nonlinear rotordynamics : a modern treatment with applications" Wiley 2001年
- 『科学英語の書き方とプレゼンテーション』コロナ社 2004年
- 『機械振動工学』培風館 2008年
- 『回転体力学の基礎と制振』コロナ社 2016年

## 受賞
- 2000年 日本機械学会機械力学・計測制御部門パイオニア賞[3]
- 2003年 永井科学技術財団賞[3]
- 2006年 日本機械学会賞教育賞[3]
- 2006年 日本機械学会賞論文賞[3]
- 2010年 日本機械学会機械力学・計測制御部門功績賞[3]